# 吳激
吳激（？—1142年），字彥高，號東山，甌寧（今福建建甌）人。
父吳栻，北宋進士，曾知蘇州。米芾之女婿，“字畫俊逸，得芾筆意”，词与蔡松年齐名，时号“吴蔡体”，元好问推为“国朝第一作手”。北宋末年出使金，被金人留下，後仕金爲翰林待制。金熙宗皇統二年（1142年）出知深州（今河北深县），到官三日卒。有《東山集》十卷，已佚。《金史》卷一二五、《中州集》卷一有傳。